# Научно-исследовательский институт физического воспитания и спортивных наук Исламской Республики Иран
Научно-исследовательский институт физического воспитания и спортивных наук Исламской Республики Иран (перс. پژوهشگاه تربیت بدنی و علوم ورزشی‎) был создан в Иране в 1998 г. с целью придания спорту научной направленности и реализации практических исследовательских проектов.
Для распространения любительского и профессионального спорта, проведения в жизнь задач, стоящих перед спортивными организациями, а также достижения преобладания научного управления этими организациями, по постановлению Министерства науки, исследований и технологий статус института физического воспитания был повышен до самостоятельного научно-исследовательского института. Перспективная задача НИИ физического воспитания состоит в том, чтобы его считали лидером в области спортивных исследований в стране, а также авторитетным научным центром в юго-западноазиатском регионе.

## Задачи института
- определение необходимого способа управления и планирования в практических и исследовательских центрах физического воспитания
- усиление исследовательских отделений институтов физического воспитания, научных ассоциаций и спортивных учреждений и организаций
- установление новых способов в определении ресурсов исследовательских центров физического воспитания
- введение системы коммерциализации достижений с акцентом на 5-й план развития
- достижение желаемого уровня взаимодействия с международными спортивными институтами в образовательной, исследовательской и технологической сферах[1].

## Стратегии института
- стратегическое планирование отечественных исследований в области физического воспитания и спорта
- планирование, направленное на развитие исследовательской деятельности университетов, связанных со спортом организаций и органов, федераций и спортивных клубов
- роль спортивного аналитического центра страны
- надзор за исследовательской деятельностью в области спорта
- поддержка развития исследовательской деятельности в спортивных институтах страны с помощью аппаратного и программного обеспечения
- обучение и формирование в стране культуры исследовательской работы в области спорта
- ответ на запросы сектора спортивного воспитания и спорта на основе результатов прикладных исследований

## Обязанности института
- выявление и изучение исследовательских запросов, соответствующих запросам общества, особенно университетов и образовательно-исследовательских учреждений
- реализация фундаментальных исследовательских и прикладных проектов и разработок
- создание возможностей, согласующихся с соответствующей исследовательской деятельностью
- согласование отечественных исследовательских проектов в области спорта в университетах, а также образовательных и научных учреждениях
- информирование спортивных тренеров и работников спортивного обучения страны с целью усиления их потенциала
- передача последних научных достижений, доказывающих пользу физического воспитания и массовых занятий спортом, имеющая целью пробуждение энтузиазма в различных слоях общества и вдыхание в тело общества спортивного духа[1].